# Engels renaissancetheater
Het Engels renaissancetheater is het theater tijdens de renaissance in Engeland, grofweg tussen het begin van de 16e eeuw en 1642, het jaar waarin de theaters op last van de puriteinen werden gesloten aan het begin van de Engelse Burgeroorlog.
Deze periode in de Engelse theatergeschiedenis wordt ook wel aangeduid als die van het 'elizabethaans theater'. Deze term kan echter verwarring veroorzaken, aangezien 'renaissancetheater' niet alleen verwijst naar de tijd van Elizabeth I, maar ook naar de periode onder Jacobus I en Karel I.

## Geschiedenis
Het renaissancetheater kwam voort uit middeleeuwse vormen van vaak religieus getint volkstoneel, zoals de mysteriespelen, mirakelspelen en moraliteiten. Ook de Italiaanse Commedia dell'arte en de masques die vaak aan het hof werden opgevoerd, hadden invloed op de ontwikkeling van het vroegmoderne toneel.
Er ontstonden toneelgezelschappen, die in naam verbonden waren aan een vaak adellijke beschermheer en optredens verzorgden op verschillende plaatsen, ten huize van hun patroon en aan het hof, maar vaak werd er door de gezelschappen ook rondgereisd. Optredens werden tijdens deze tournees gegeven op binnenplaatsen van herbergen. Het eerste gezelschap dat koninklijke goedkeuring verwierf was Leicester's Men, dat gelieerd was aan het huishouden van Robert Dudley, de 1e graaf van Leicester.
In de tweede helft van de 16e eeuw werden in Londen de eerste permanente theaters gebouwd, waarin de theatergezelschappen een min of meer vast onderkomen kregen. Het eerste werd in 1576 gebouwd door James Burbage en heette eenvoudigweg The Theatre. Tot de meest befaamde gezelschappen behoorden de Admiral's Men en de Lord Chamberlain's Men (later omgedoopt tot de King's Men), die ook, afhankelijk van de lotgevallen van hun beschermheer, onder diverse andere namen opereerden, of onder die van een andere beschermheer. Het eerste permanente Engels theatergebouw, de Red Lion opende reeds in 1567, maar het was een kort leven beschoren en sloot zijn deuren mogelijk al in de zomer van datzelfde jaar.
Overigens waren deze beschermheren niet de broodheren van de acteurs, maar zij konden in geval van juridische problemen wel op hen terugvallen. De theatergezelschappen zorgden in toenemende mate voor hun eigen inkomen en werden geleid door een zakelijk ondernemer of impresario. Onder meer James Burbage, Philip Henslowe, Christopher Beeston en Francis Langley waren actief in dit milieu. Zij lieten ook vaak de permanente theaters bouwen. Deze theatergebouwen werden neergezet buiten de City of London, zodat de autoriteiten, die dit soort van vermaak niet gunstig gezind waren, er weinig tot geen zeggenschap over hadden. De oorzaak van hun tegenzin was het feit dat theatervermaak vaak samenging met frivolere soorten van vermaak in de vorm van bierhuizen en bordelen en daaraan gelieerde vormen van (kleine) criminaliteit.
Overigens was er wel enige vorm van controle ontstaan over de opvoering van toneelstukken en de daarin voorkomende teksten. Gedurende lange tijd bekleedde Edmund Tilney de functie van Master of the Revels, die de autoriteit had over licenties van stukken en theaters en in feite een vorm van censuur uitoefende.

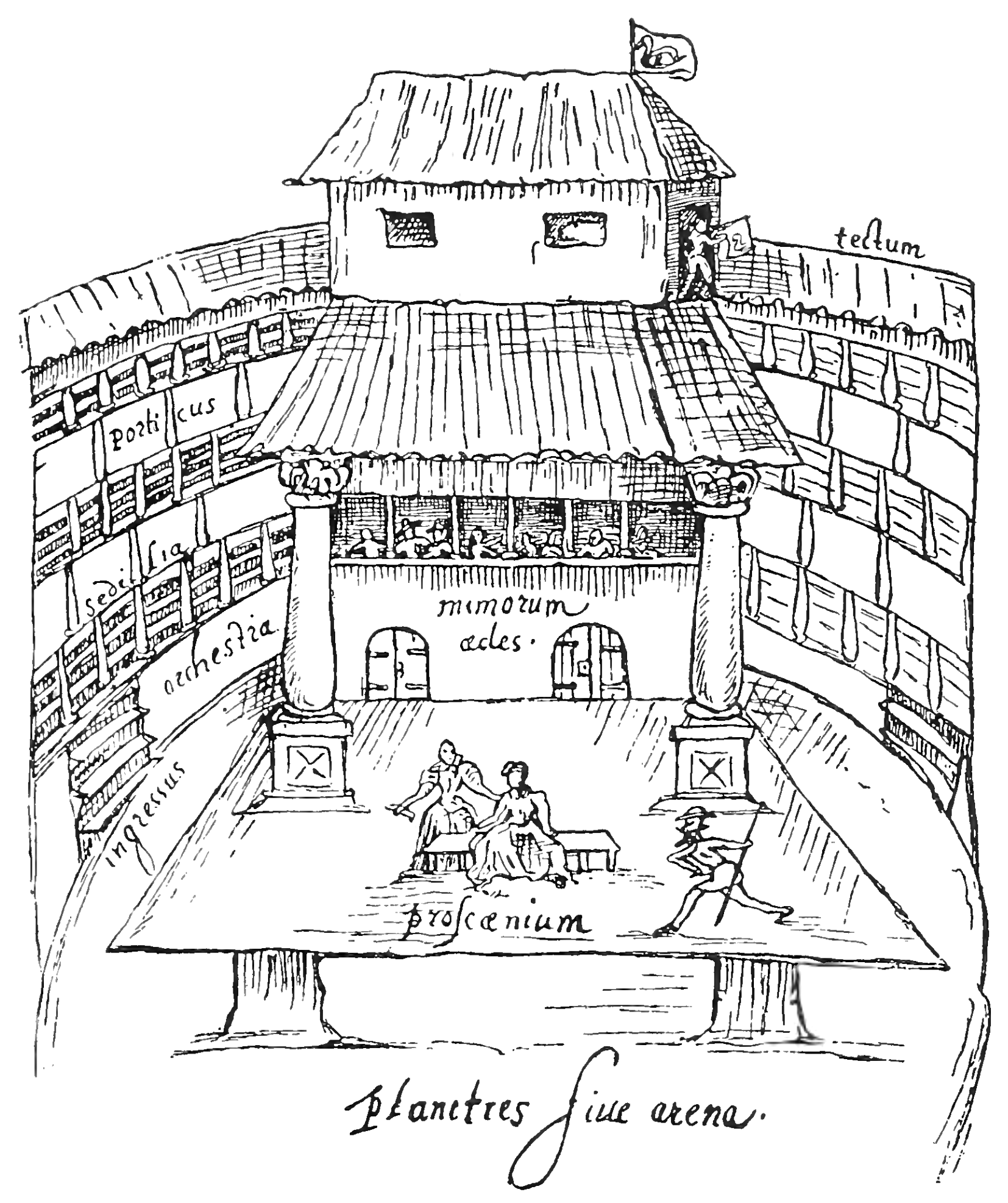
Een schets van The Swan

Opmerkelijke toneelschrijvers uit deze periode zijn onder meer William Shakespeare, Christopher Marlowe, Ben Jonson, Thomas Middleton, Thomas Heywood, Philip Massinger, Thomas Dekker, George Peele, en het schrijversduo Francis Beaumont en John Fletcher, wier stukken veelvuldig werden opgevoerd door diverse theatergezelschappen. Sommige schrijvers traden ook op als acteur.
Binnen de gerenommeerde gezelschappen ontwikkelden zich ook enkele 'steracteurs', met name Richard Burbage en William Kemp bij de Lord Chamberlain's Men en Edward Alleyn bij de Admiral's Men. 
De eerste theaters in Londen waren The Theatre van James Burbage in Shoreditch in 1576, al spoedig gevolgd door The Curtain (1577), The Rose (1587), The Swan (1595), The Globe (1599), The Fortune (1600) en de Red Bull (1604).
De opkomende beweging van de Puriteinen was gekant tegen vormen van vermaak zoals de theatergezelschappen die boden. Met name het feit dat jongemannen de vrouwenrollen vervulden, zoals destijds gebruikelijk, stuitte hen tegen de borst, evenals de combinatie met vormen van 'ontuchtig vermaak' in de ontstane theaterwijken. Toen de puriteinen in het parlement de overhand kregen in de City aan het begin van de Engelse Burgeroorlog, sloten zij op 2 september 1642 alle theaters. Niettemin werden ook in deze periode op verschillende plaatsen illegale voorstellingen gegeven. Na het herstel van de monarchie onder Karel II werden de theaters officieel heropend. Vanaf dat moment konden ook vrouwen zich in het toneelvak ontplooien.